# Bobby Rondinelli
Bobby Rondinelli (* 27. července 1955, Brooklyn, New York, Spojené státy) je americký rockový bubeník, známý jako člen hard rockových a heavy metalových skupin jako byli Blue Öyster Cult, Rainbow, Quiet Riot, Black Sabbath nebo Rondinelli.

## Diskografie

### s Rainbow
- Difficult to Cure (1981)
- Straight Between the Eyes (1982)
- Finyl Vinyl (1986)

### s Quiet Riot
- Terrified (1993)

### s Black Sabbath
- Cross Purposes (1994)
- Cross Purposes Live (1995)

### s Sun Red Sun
- Sun Red Sun (1995)
- Lost Tracks (1999)
- Sunset (2000)

### s Rondinelli
- Wardance (1985)
- Our Cross, Our Sins (2002)

### Blue Öyster Cult
- Heaven Forbid (1998)
- Curse of the Hidden Mirror (2001)
- A Long Day's Night (2002)

### Riot
- Through the Storm (2002)

### s Doro
- Force Majeure (1989)